# 박참새
박참새는 대한민국의 시인이다. 1995년 부산에서 태어났다. 건국대학교 영어영문학과를 졸업했다. 시집 정신머리로 김수영 문학상을 수상했다. 김수영 문학상을 수상한뒤 "나 사실은 깡패로 살고 싶습니다"란 이색적인 수상소감을 남겨 화제가 됐다. 심사위원으로부터 "활화산 같은 언어가 페이지를 뒤덮는다", "형식적 파괴속 보이는 단단함"과 같은 평을 받았다. 가상실재서점 모이의 큐레이터, 팟캐스트 참새책책의 진행자, '출발선 뒤의 초조함' 저자다. 7명의 시인과의 대담집 '시인들'을 출간했다.

## 작품활동

### 시집
- 《정신머리》 (2023년, 민음사)

### 산문집
- 《탁월하게 서글픈 자의식》 (2025년, 마음산책)

### 대담집
- 《출발선 뒤의 초조함》 (2022년, 세미콜론)
- 《시인들》 (2024년, 세미콜론)

### 공동저서
- 《영감의 공간》 (2025년, 세미콜론)
- 《믿을 구석 The Last Resort》 (2025년, 서울국제도서전)